# كارلي ديناردو
كارلي ديناردو (Karli Dinardo) ممثلة أسترالية شاركت في  مسلسل تلفزيوني أسترالي موجه للأطفال يدعى الشمس الفضية.

## وصلات خارجية
- كارلي ديناردو على موقع IMDb (الإنجليزية)